# Rauma (Fluss)
Die Rauma ist ein steiler Wildfluss in den norwegischen Provinzen Innlandet und Møre og Romsdal. Er durchfließt das landschaftlich schöne Hochtal (Romsdal) und mündet später in den Romsdalsfjord bei Åndalsnes. Ruhige seenartige Strecken wechseln sich mit stark verblockten Gefällstrecken ab.

## Freizeit
Die Rauma ist einer der großen Lachsflüsse Norwegens. Gleichzeitig ist er eines der schwierigsten Wildwasserkajakgewässer des Landes.